# Fritz Wendhausen
Fritz Wendhausen, nato Fritz Schulze (Wendhausen, 7 agosto 1890 – Königstein im Taunus, 5 gennaio 1962), è stato un attore, sceneggiatore e regista tedesco.

## Filmografia

### Regista
- Der ewige Fluch (1921)
- Die Intrigen der Madame de la Pommeraye (1922)
- Der steinerne Reiter (1923)
- Der Herr Generaldirektor (1925)
- Sein großer Fall (1926)
- Der Sohn der Hagar (1927)
- Der Kampf des Donald Westhof (1927)
- Eine Frau von Format (1928)
- The Runaway Princess
- Königin einer Nacht (1931)
- Goethe-Gedenkfilm - 1. Der Werdegang - cortometraggio (1932)
- Das erste Recht des Kindes (1932)
- Kleiner Mann - was nun? (1933)
- Der schwarze Walfisch (1934)
- Peer Gynt (1934)
- Ombra e luce (Künstlerliebe) (1935)
- Familienparade (1936)

### Sceneggiatore
- Der ewige Fluch, regia di Fritz Wendhausen (1921)
- Die Intrigen der Madame de la Pommeraye, regia di Fritz Wendhausen (1922)
- Der steinerne Reiter, regia di Fritz Wendhausen (1923)
- Finanze del granduca (Die Finanzen des Großherzogs), regia di Friedrich Wilhelm Murnau (1924)
- Sein großer Fall, regia di Fritz Wendhausen (1926)
- Der Kampf des Donald Westhof, regia di Fritz Wendhausen (1927)
- Heimkehr, regia di Joe May (1928)
- Eine Frau von Format, regia di Fritz Wendhausen (1928)
- Dreyfus, regia di Richard Oswald (1930)
- 1914, die letzten Tage vor dem Weltbrand, regia di Richard Oswald (1931)
- Goethe-Gedenkfilm - 1. Der Werdegang, regia di Richard Oswald (1932)
- Goethe lebt...!, regia di Eberhard Frowein (1932)
- Kleiner Mann - was nun?, regia di Fritz Wendhausen (1933)
- Der schwarze Walfisch, regia di Fritz Wendhausen (1934)
- Ombra e luce (Künstlerliebe), regia di Fritz Wendhausen (1935)
- Heiratsschwindler, regia di Herbert Selpin (1938)

### Attore
- Alt Heidelberg, regia di Hans Behrendt (1923)
- La tragedia della miniera (Kameradschaft), regia di Georg Wilhelm Pabst (1931)
- Il primo dei pochi (The First of Few), regia di Leslie Howard (1942)
- Missione segreta (Secret Mission), regia di Harold French (1942)
- Tomorrow We Live, regia di George King (1943)
- Accadde a Lisbona, regia di Paul L. Stein (1946)
- Felicità proibita (Beware of Pity), regia di Maurice Elvey (1946)
- Odette, regia di Herbert Wilcox (1950)
- I disperati (Desperate Moment), regia di Compton Bennett (1953)
- Ordine di uccidere (Orders to Kill), regia di Anthony Asquith (1958)